# Семпер идем (књига)
Semper idem: недовршена хроника једног детињства  је аутобиографска књига српског писца, драматурга и сценаристе Ђорђа Лебовића (Сомбор, 26. јун 1928 — Београд, 22. септембар 2004) објављена 2005. године у издању издавачке куће "Народна књига - Алфа" из Београда.

## О аутору
Ђорђе Лебовић, писац, драматург и сценариста, рођен је у Сомбору 1928. године, детињство провео у селидбама, највише у Сомбору и Загребу, због развода родитеља. Основну школу похађао је у Сомбору и Загребу. По избијању другог светског рата са целом својом породицом је депортован у Аушвиц. По повратку из логора, Лебовић је сазнао да је изгубио целу породицу. Завршио је гимназију у Сомбору у скраћеном року 1947, а потом уписао филозофију у Београду и дипломирао 1951. Бавио се новинарством и био директор Изложбеног павиљона у Масариковој улици у Бгду. Умро је у Београду 2004. године.

## О књизи
Ђорђе Лебовић се са својом породицом 1992. године преселио у Израел, и након што се вратио у земљу 2000. године, и до смрти наредне четири године писао аутобиографски роман који није завршио.
Из његове заоставштине 2005. године објављен је роман Semper idem. То је роман-хроника о детињству у Краљевини Југославији уочи другог светског рата. Прича је испричана из перспективе дечака који посматра приближавање „Великог Суноврата“ – ширења нацизма и у својој околини и шире у Европи. 
Лебовић је за време другог светског рата изгубио четрдесет чланова своје породице, а он сам је био транспортован у логор Аушвиц.Крај рата је дочекао у логору 5. маја 1945. године.
На почетку књиге Semper idem чији би превод гласио Увек исто, приложен је Драматуршки садржај хронике једног детињства. Предложен садржај је предвиђена садржина целе књиге да ју је Лебовић успео завршити. Аутор је замислио да књига има четири поглавља:
- Од раја до пакла (Мој Рај; Дуго топло лето; Марија; Пакао)
- Сазревање (Правда; Истина; Доброта; Љубав; Смрт)
- Предсказање (Бар Мицва; Рош Хашана; Седар Песах; Јон Кипур)
- Велики суноврат (Глупост; Мржња; Обест; Злочин)

Епилог: Semper idem - Увек исто
Недостају три последња поглавља Обест, Злочин и епилог Semper idem. Последњи одломак Мржња Лебовић је писао на дан своје смрти.

## Издања
- 2005. године издавач "Народна књига"
- 2007. године издавач "БИГЗ"
- 2016. године издавач "Лагуна"

## Драматизација
По роману Ђорђа Лебовића у Народном позоришту Сомбор је урађена представа Semper idem - Од раја до пакла, Сазревање, Предсказања/Велики суноврат у драматизацији Горчина Стојановића. Преузевши наслове из романа, представа је издељена у три целине. Урађена је као триптих који са паузама траје четири и по сата.